# Indice phytologique

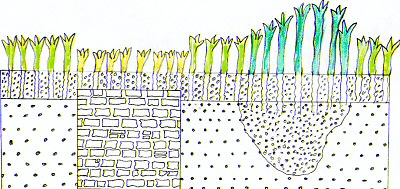
Schéma montrant un indice phytologique négatif au-dessus d'un mur et un autre, positif, au-dessus d'une tranchée.

Un indice phytologique, ou phytographique, est une différence observable dans la végétation poussant à un endroit donné et qui permet de déceler la présence de vestiges archéologiques souterrains. Le terme équivalent en anglais est cropmark. La recherche d'indices phytologiques est l'une des techniques employées par l'archéologie aérienne.

## Principe
La présence de certains vestiges archéologiques rend le sol moins fertile pour les plantes : c'est le cas par exemple des murs enfouis, qui drainent vers le bas l'humidité qui aurait pu profiter aux plantes, et qui occupent un volume qui ne peut être rempli par de l'humus fertile. Les plantes poussent alors moins haut à ces endroits par rapport au sol naturel environnant : cela forme des indices phytologiques dits « négatifs ». D'autres vestiges, au contraire, comme les fossés remblayés au fil du temps, constituent un sol plus fertile, et les plantes poussent alors plus à haut à ces endroits qu'ailleurs, ce qui forme des indices phytologiques positifs. Lorsque les vestiges s'étendent sur des espaces importants, il est possible d'observer ces différences de hauteur des plantes depuis le ciel : on peut apercevoir le tracé des vestiges et entreprendre alors des fouilles. Outre la hauteur des plantes, leur couleur ou l'abondance de leurs fruits peuvent constituer d'autres indices phytologiques. La présence d'indices phytologiques dépend directement de la croissance des plantes, elle-même conditionnée par les conditions hygrométriques du sol que vient modifier la présence ou non de vestiges.

## Limites de la méthode
Dans la mesure où ils dépendent directement du développement des plantes, les indices phytologiques ne sont visibles que de façon saisonnière. De plus, ils ne sont vraiment révélateurs que dans le cas de vestiges assez grands pour être visibles de loin : ils ne permettent donc pas de repérer les vestiges les plus petits.
L'emploi d'engrais pour les cultures a tendance à gommer ces différences, sans les faire complètement disparaître : il est toujours possible de les observer dans des circonstances favorables, mais plus imprévisibles.

## Exemples
En 2009, l'observation aérienne d'indices phytologiques formant des cercles dans un champ à proximité de Stonehenge a permis la découverte de structures souterraines préhistoriques vieilles de 6000 ans, antérieures de mille ans à l'érection du site principal de Stonehenge.